# Hopliancistrus
Hopliancistrus is een monotypisch geslacht van straalvinnige vissen uit de familie van de harnasmeervallen (Loricariidae).

## Soort
- Hopliancistrus tricornis Isbrücker & Nijssen, 1989